# Ronin (Marvel Comics)
A Ronin több kitalált szereplőnek a fedőneve a Marvel Comics képregényeiben. A Ronin személyazonosságot Brian Michael Bendis és Joe Quesada alkotta meg. Az első, aki felvette a Ronin kódnevet, Maya Lopez volt, a New Avengers 11. számában, 2005 szeptemberében. Ronin valójában már a New Avengers 7. számának borítóján is feltűnt, de magában a cselekményben csak a 11. számtól vett részt. A Ronin fedőnevet jelenleg Clint Barton használja.

## Maya Lopez
Az első, aki felvette a Ronin személyazonosságot Maya Lopez volt, egy süket nő, akinek fotografikus reflexei lehetővé tették számára, hogy bárkinek a mozdulatait leutánozza. Maya Lopezt a Fenegyerek ajánlotta Amerika Kapitánynak, mivel ő maga nem akart belépni az újjáalakuló Bosszú Angyalai soraiba. A Ronin-egyenruha egy ideig titokban tartotta Maya kilétét, még a nemére sem lehetett következtetni. A rajongók tippjei között Shang-Chi, Vasököl, Echo (vagyis Maya Lopez) és maga a Fenegyerek is szerepelt. Arra, hogy Echo van a Ronin álarca mögött a New Avengers 13. számában derült fény.

## Clint Barton
A második, aki felvette a Ronin személyazonosságot a Marvel szuperhőseit megosztó Polgárháború után, Clint Barton, az egykori Sólyomszem volt, aki nem sokkal korábban tért vissza a halálból. Roninként a New Avengers 27. számában tűnt fel először mikor a Bosszú Angyalaival kiszabadította a Japánban a Kéz nevű bűnszervezet fogságába esett Maya Lopezt. Az akció után Barton vissza akarta adni Mayának a ruhát, de a nő azt mondta, hogy nála már megszolgálta a feladatát. Bendis itt sem fedte fel azonnal, hogy kit rejt a Ronin álarca, erre csak a sorozat 30. számában került sor.